# 天主教蒂明斯教區
天主教蒂明斯教區（拉丁語：Dioecesis Timminsensis）是加拿大一個羅馬天主教教區，屬渥太華總教區。
1908年9月21日建立提米斯卡明宗座代牧區，1916年1月7日升為黑利伯里教區，1938年12月10日易名至今。
教區範圍包括安大略東部，2010年有教友48,615人，佔轄區總人口55.1%。教區下轄廿四個堂區，有十九名司鐸。現任教區主教為塞爾日·波特拉。